# ルスラナ
ルスラナ（ウクライナ語: Руслана Степанівна Лижичко、Ruslana Stepanivna Lyzhychko、1973年5月24日 - ）は、ワールド・ミュージック・アワーとユーロビジョン・ソング・コンテストで優勝したウクライナのレコーディングアーティストであり、 ウクライナの人民芸術家の称号を保持している。 

## 概要
ルスラナは、私たちのウクライナ党のウクライナ議会「ヴェルホーヴナ・ラーダ」で副議員を務めていた国会議員でもあった。2004年から2005年にかけてウクライナでUNICEF親善大使を務めていた。ルスラナは国際的に最も成功したウクライナの女性ソロアーティストとして認定されており、フォーブス誌による2013年の最も影響力のある女性のトップ10に入った。2014年3月、米国国務長官により、国際勇気ある女性賞を受賞した。ルスラナは故郷のリヴィウの名誉市民に選ばれ、ウクライナ英雄の称号を受諾した。
ルスラナは、シンガー、ソングライター、プロデューサー、音楽指揮者、マルチ楽器奏者、ダンサー、声優、社会活動家であり、自分の曲やミュージックビデオを書き、作曲し、プロデュースしている。1995年12月28日、ルスラナはウクライナのレコード プロデューサーであるOleksandr Ksenofontovと結婚した。2人は1993年からLuxen Studioという会社を経営し、ラジオや映画の予告編を制作している。 
Ruslana は正式にプラチナディスクを受け取った最初の旧ソ連出身のアーティストであり、ルスラナのDyki tantsiアルバムは、リリース後最初の 100 日間で 170,000 枚以上の売り上げを記録した。 このアルバムは、これまでで最も売れたウクライナのアルバムであり、英語版も含め、ウクライナ国内だけでも500,000枚以上販売されている。  
ルスラナはユーロビジョン・ソング・コンテスト2004で「 Wild Dances 」という曲で280点を獲得し、当時の記録を更新した。ルスラナの勝利に続いて、ルスラナはヨーロッパで名声を博し、東欧の最大のポップスターの1人となった。ルスラナの優勝曲「Wild Dances」は、ベルギーで10週連続で1位を記録し、97 週にわたりヨーロッパのチャートを席巻した。「Wild Dances」はコンテストの60周年を記念して、 The Very Best of Eurovisionという公式コンピレーション アルバムに収録されている。
ルスラナはのレパートリーには、主にウクライナ語と英語で歌われた曲が多いが、スペイン語とラテン語のカバーも録音されている。
また、ルスラナはウクライナのオレンジ革命に参加し、PVに使われている。